# Nemanja Milošević
Nemanja Milošević (in montenegrino Немања Милошевић; Antivari, 4 luglio 1987) è un cestista montenegrino.

## Nazionale
Con la nazionale montenegrina, ha vinto la medaglia d'oro ai Giochi dei Piccoli Stati d'Europa a Reykjavík 2015.

## Palmarès
- Campionato montenegrino: 2

Buducnost: 2010-11, 2011-12
- Coppa del Montenegro: 2

Buducnost: 2011, 2012
- Coppa di Romania: 1

Energia CS Rovinari: 2014
- Lega Balcanica: 1

Levski Sofia: 2017-18